# فرجيوة
فرجيوة، مدينة وبلدية تابعة لدائرة فرجيوة بولاية ميلة الجزائرية.

## الموقع الجغرافي
تقع شمال غربي عاصمة الولاية ميلة. فرجيوة أو ماكانت تعرف سابقا بفج امزالة أو فج الأخيار يعود تاريخها إلى قبائل كتامة التي ساهمت بشكل فعال على نشأة الدولة الفاطمية في مصر كما عرفها ابن خلدون في كتاباته باسم دار الهجرة كان لها تاريخ عظيم خلال الحقبة الاستعمارية وعرفت معارك طاحنة لعل اشهرها معارك جبال الحلفاء.

## موقع المدينة
المدينة تعرف نشاطا اقتصاديا وحركة سكانية كبيرة نتيجة سوقها الأسبوعي كل خميس -خاص بالسيارات - وكل جمعة - يباع فيه كل شيء( الأسواق الجزائرية ) - بالإضافة إلى شوارع المدينة كشارع خزان الماء وشارع باردو اللذان يشهدان حركة تجارية كبيرة يأتون لهم من كل مدن الولاية وحتى الولايات المجاورة كسطيف وجيجل.و كذلك وجود الاحياء الشعبية العريقة ( حي الصومام وغز الدين يوغواص.وهواري بومدين...)

## أحياء المدينة
تضم مدينة فرجيوة العديد من الأحياء أبرزها: حي الصومام، حي عز الدين بوغواص، حي خزان الماء، حي المدينة الجديدة، حي بوروح، حي بلحاج سليمان، حي الرومبلي، حي 20 أوت، حي هواري بومدين حي أول نوفمبر حي 5جويلية وحي 80مسكن والمنظر الجميل وحي 500 مسكن عدل (1) وحي 300 مسكن عدل (2)وحي 350 مسكن عدل (2) وحي 120 مسكن .... كما تضم المدينة العديد من المشاتي وأكبرها: مشتة الربع مشتة السببيخية، مشتة عين الحمراء، مشتة بني وكدن، مشتة تراتست، مشتة غبالوس.

## معالم المدينة
السجن الأحمر سمي السجن الأحمر لأنه بني بحجارة محلية حمراء اللون، كما طلي باللون الأحمر وتسميته معـبرة ومتلائمة مع لون الدماء الطاهرة التي استنزفها جلادو هذا الجحيم من أجساد الجزائريين. بني هذا السجن على مساحة 2000 متر مربع سنة 1956 بوسط مدينة فرجيوة يوجد الآن بحي خزان الماء، عـدد زنزاناته 29 . ويتكون من قسمين رئيسيين:القسم الأول خصص كمقر للضابط العـسكري والمكاتب الإدائرية من شؤون عسكرية وإعـلامية ( مكتب مسير السجن ومخزن الأثاث والأدوات)و القسم الثاني خصص للمساجين وبه 29 زنزانة يتفرع إلى مجمعين يحتوي كل منهما على عـدد من الزنزانات فردية وجماعية. كما توجـد به حجرة خاصة تستعـمل للتعـذيب والإستنطاق.و ينقسم المحبوسون إلى فئات المجاهدين، المدنيين، النساء والأطفال.
جنان الحاكمو يعود هذا المعلم الأثري المصنف ضمن الحظيرة الوطنية للممتلكات الثقافية المحمية إلى العهد الفرنسي حيث كان مقرا لحاك الإداري الفرنسي الذي اتخذه خلال الاحتلال الفرنسي مقرا له.و قد صنف وسمي بقالب:مصدر23قصر الآغا المتربع على 800 متر مربع بطرازه العمراني الجميل وتوفره على مخازن للغذاء كما لجأ إليه غلاة الاستعمار بمنطقة فرجيوة في 9 ماي 1945 للتحصين بداخله عندما هاجمهم أهالي المنطقة الذين ثاروا على المحتلين بعد سماعهم أخبار مجازر سطيف وخراطة وقالمة. ويقع في قلب المدينة حيث توجد فيه حديقة جميلة جدا.و توجد حديقة تسمى عين قوسط سميت على اسم المعمر قوسط

## الرياضة
يوجد بالمدينة ثلاث فرق رياضية لكرة القدم أبرزها شباب فرجيوة CRBF الذي تأسس سنة 1936 ويحمل اللونين الأحمر والأبيض ينشط في القسم الجهوي الأول لقسنطينة وبالرغم من امتلاكه لقاعدة جماهيرية في المنطقة الا أنه لا يزال ينشط في الأقسام السفلى، جيل بوروح يحمل اللون الأزرق تأسس سنة 2010 وينشط في شرفي ميلة، نجم فرجيوة يحمل اللون الأخضر والأسود موقف مؤقتا. كرة اليد: شبيبة فرجيوة تنشط في القسم الثاني لكرة اليد، شباب فرجيوة والذي أنشأ حديثا. بالإضافة إلى فرق المصارعة في الكاراطي والذي يقدم وجها مشرفا للمدينة في كل منافسة.

## المنشآت القاعدية

### المنشآت الرياضية
تضم المدينة ملعب وحيد وهو ملعب بيري السعيد بوسط المدينة بالإضافة إلى قاعة متعددة الرياضات ذات طراز عالمي بمحاذاة المحطة الغربية للمسافرين. و كذلك مسبح نصف أولمبي

### الفنادق
يوجد بمدينة فرجيوة نزل رائع اسمه نزل الآغا وبيت للشباب يحمل اسم المجاهد عرفي أحد من الطلبة بتونس والذين التحقوا بالثورة التحريرية، ويقع بيت الشباب بمحاذاة المحطة الغربية للمسافرين.ان النزل أو الفندق الوحيد الآن بوسط المدينة وبجوار مقر البلدية هو فندق الآغا الذي يقدم خدمات نجمتين ونصف ويضمن مبيت هنيئا لقاصده